# Kanton Grande-Synthe (bis 2015)
Der Kanton Grande-Synthe war ein französischer Kanton im Arrondissement Dunkerque, im Département Nord und in der Region Nord-Pas-de-Calais. Sein Hauptort war Grande-Synthe. Vertreter im Generalrat des Departements war seit 1998 Roméo Ragazzo.

## Gemeinden
Der Kanton bestand aus einem Teil der Stadt Dunkerque (dt. Dünkirchen, angegeben ist hier die Gesamteinwohnerzahl, im Kanton waren es etwa 10.000 Einwohner) sowie einer weiteren Gemeinde:
| Gemeinde      | Einwohner Jahr | Fläche km² | Bevölkerungsdichte | Code INSEE | Postleitzahl        |
| ------------- | -------------- | ---------- | ------------------ | ---------- | ------------------- |
| Dunkerque     | 89.882 (2013)  | –          | – Einw./km²        | 59183      | 59140; 59240; 59640 |
| Grande-Synthe | 21.364 (2013)  | 21,44      | 996 Einw./km²      | 59271      | 59760               |

Von der Stadt Dunkerque gehörten die Stadtbezirke Petite-Synthe, Mardyck und ein Teil von Fort-Mardyck zum Kanton.